# Saint-Loup, Manche
Saint-Loup là một xã thuộc tỉnh Manche trong vùng Normandie tây bắc nước Pháp. Xã này nằm ở khu vực có độ cao trung bình 77 mét trên mực nước biển.